# Eric Gales
Eric Gales (né le 29 octobre 1974), également connu sous le nom de Raw Dawg, est un guitariste de blues-rock américain et ancien enfant prodige. 
Gales a enregistré dix-huit albums pour de grandes maisons de disques et a travaillé en tant que musicien de sessions et a participé à des hommages. Il a également contribué au chant sur plusieurs disques des groupes de rap de Memphis Prophet Posse et Three 6 Mafia sous le nom de Lil E.

## Biographie
Gales commence à jouer de la guitare à l'âge de quatre ans. Pendant son enfance, ses frères aînés Eugene et Manuel (Little Jimmy King) lui apprennent des chansons et des phrases de guitare dans le style de Jimi Hendrix, Albert King, BB King et d'autres. En 1985, le jeune Gales commence à participer à des compétitions de blues avec son frère Eugene l'accompagnant à la basse. Bien que Gales joue sur une guitare pour droitier « à l'envers » (avec la corde de Mi grave en bas), il n'est pas naturellement gaucher ; il a été instruit par son frère, qui est gaucher, et n'a jamais remis en question sa technique inhabituelle.
En fin de 1990, Eric et Eugene Gales signent un contrat avec Elektra Records, et sortent The Eric Gales Band (1991) et Picture of a Thousand Faces (1993) avec le batteur Hubert Crawford. Le sondage des lecteurs du magazine Guitar World nomme Eric le meilleur nouveau talent en 1991. À cette époque, il marque deux succès à la radio rock, « Sign of the Storm » (numéro 9, US Mainstream Rock) et « Paralyzed » (numéro 31, US Mainstream Rock)  et apparaît dans des programmes de télévision tels que The Arsenio Hall Montrez Show.
En 1994, Gales se produit avec Carlos Santana à Woodstock '94. En 1995, Gales fait équipe avec ses deux frères pour enregistrer un album, Left Hand Brand (sorti en 1996), sous le nom des Gales Brothers. En 2001, Gales sort son album That's What I Am sur MCA Records.
Gales sort les albums Crystal Vision, The Psychedelic Underground, The Story of My Life et Layin 'Down the Blues pour le label Shrapnel Records. Relentless (2010) est suivi par Transformation (2011) et Live (2012).
En 2004, il contribue à une reprise de « May This Be Love » sur l'album hommage à Jimi Hendrix, Power of Soul: A Tribute to Jimi Hendrix. En 2008, il participe avec d'autres guitaristes à la tournée  Experience Hendrix, encore une fois pour rendre hommage à Jimi Hendrix, avec entre autres les musiciens Billy Cox, Eric Johnson, Chris Layton, Doyle Bramhall II, Brad Whitford et Mitch Mitchell (c'est la dernière tournée pour laquelle Mitchell a joué).
À l'hiver 2010, Gales se remet à tourner en Europe avec TM Stevens à la basse et Keith LeBlanc à la batterie. La tournée est nommée VooDoo Chile et présente des œuvres de Jimi Hendrix ainsi que des morceaux originaux de Gales et Stevens.
En février 2013, Magna Carta Records sort l'album Pinnick Gales Pridgen, produit par Mike Varney, avec Gales à la guitare et au chant, Doug Pinnick à la basse et au chant, et Thomas Pridgen à la batterie. L'album de 13 titres comprend une reprise, «Sunshine of Your Love» de Cream, une courte piste instrumentale intitulée «For Jasmine» inspirée de «Für Elise» de Ludwig van Beethoven, et d'autres chansons écrites par Pinnick, Gales, Pridgen et Varney sous plusieurs combinaisons. L'album suivant, PGP2, sort en juillet 2014.
En 2017, Gales sort son quinzième album studio, Middle of the Road, qui contient des apparitions de nombreux artistes, dont Gary Clark Jr., Lauryn Hill et d'autres, ainsi que son frère Eugene et sa mère,. L'album devient son premier à figurer sur le classement Billboard des albums de blues les plus vendus et culmine au numéro 4. Son album suivant, The Bookends, finit au numéro 1. Le 9 mai 2019, il remporte le Blues Music Award de meilleur artiste blues-rock de l'année. Dans son discours de remerciement, il déclare qu'il célèbre alors trois ans de sobriété. En mai 2020, Gales remporte de nouveau le même prix.

## Discographie
- 1991 : The Eric Gales Band (Elektra Records)
- 1993 : Picture of a Thousand Faces (Elektra Records)
- 1995 : Lil E – Playa for Life (cassette underground, produite par Blackout) ??? Quelqu'un peut confirmer
- 1996 : The Gales Brothers: Left Hand Brand (House of Blues Records)
- 2001 : That's What I Am (MCA Records)
- 2006 : Crystal Vision (Shrapnel Records)
- 2007 : The Psychedelic Underground (Shrapnel Records)
- 2008 : The Story of My Life (Blues Bureau International)
- 2009 : Layin' Down the Blues (Blues Bureau International)
- 2010 : Relentless (Blues Bureau International)
- 2011 : Transformation (Blues Bureau International)
- 2012 : Live
- 2013 : Pinnick Gales Pridgen (Magna Carta)
- 2013 : Eric Gales Trio, Ghost Notes (Tone Center Records)
- 2014 : Pinnick Gales Pridgen, PGP2 (Magna Carta)
- 2014 : Good for Sumthin (Cleopatra Records)
- 2016 : A Night on the Sunset Strip, two discs (Cleopatra Records)
- 2017 : Middle of the Road (Provogue/Mascot)
- 2019 :  The Bookends (Provogue/Mascot)
- 2022 :  Crown (Provogue/Mascot)

Gales a également joué sur les albums suivants :
- 1994 : L.A. Blues Authority: Cream of the Crop
- 1994 : Hard Love: 14 Original Metal Ballads
- 1999 : Project Pat : Ghetty Green, couplet non crédité sur la chanson «Up There», en tant que Lil E (Hypnotize Minds)
- 1999 : Whole Lotta Blues: Songs of Led Zeppelin
- 1999 : Parker Card & The Sideman Syndicate, Parker Card, avec Shawn Lane (Orchard Records)
- 1999 : This Ain't No Tribute Blues Cube
- 1999 : Blues Power: Songs of Eric Clapton
- 1999 : Blue Power: Song of Eric Clapton, This Ain't No Tribute
- 1999 : Triple 6 Mafia: Underground Vol. 2 (Club Memphis), avec «Lil E – Half on a Sack or Blow» (Prophet Entertainment)
- 2000 : Blue Haze: Songs of Jimi Hendrix
- 2000 : Hypnotize Camp Posse: Three 6 Mafia Presents...Hypnotize Camp Posse, couplet non crédité sur la chanson «We Bout to Ride», en tant que Lil E (Hypnotize Minds)
- 2000 : Triple 6 Mafia: Underground Vol. 3 (Kings of Memphis), avec «Lil E – The Powder [The Higher Version]» et «Lil E – Niggaz Down 2 Make Some Endz» (Prophet Entertainment)
- 2001 : Hellhound on My Trail: Songs of Robert Johnson
- 2002 : Led Zeppelin: This Ain't No Tribute Series – All Blues'd Up!
- 2002 : Eric Clapton: This Ain't No Tribute Series – All Blues
- 2002 : A Salute to the Delta Blues Masters
- 2003 : Presents, Vol. 1
- 2003 : Highway 60's 70's Blues Revisited
- 2003 : Got Blues!
- 2003 : Wall of Soul: Lance Lopez
- 2003 : Gangsta Boo – Enquiring Minds II: The Soap Opera, on the song «Let Me Get That Off You Feat. Lil E» (R2 Entertainment)
- 2004 : Power of Soul: A Tribute to Jimi Hendrix
- 2004 : T-Rock & Area 51 – Slang & Serve Mixtape, sur la chanson «Gangsta Boo – Hit U Wit Drumma Feat. Drumma Boy, Lil E & T-Rock» (Rock Solid Music)
- 2005 : Show You a Good Time
- 2005 : Rock Revisited
- 2005 : Get Down Workout
- 2005 : Blues Interlude
- 2005 : Lottery: Diamonds-N-Da-Ruff
- 2006 : Wes Jeans – Forest of the Pine
- 2006 : Viva Carlos: Supernatural Marathon Celebration
- 2006 : A Walk on the Blues Side
- 2006 : Billy Cox et Buddy Miles, The Band of Gypsys Return
- 2014 : Eli Cook, Primitive Son[12]